# وقائع سنوات الدم
وقائع سنوات الدم كتاب ألفه محمد سمراوي ضابط سابق في المخابرات الجزائرية. وفيه يسرد روايته حول أحداث العشرية السوداء في الجزائر، والتي يرى أنها كانت خطة من الجنرالات لحرب قذرة أكلت الأخضر واليابس بعد أن انقلبوا على الشرعية، واستخدموا الجيش وقوى الأمن لذبح الشعب والوطن.
بعض ما جاء في الكتاب يختلف حوله الناس، ولكن إجمالا الكتاب يقدم صورة عن الأحداث.

## وصلات داخلية
- تاريخ الجزائر
- الجزائر